# Haris Hujic
Haris Hujic (* 30. April 1997 in Lüdenscheid) ist ein deutscher Basketballspieler. Seit Juli 2025 steht er bei den RheinStars Köln unter Vertrag.

## Spielerlaufbahn
Hujic absolvierte die ersten Schritte seiner Basketball-Vereinslaufbahn bei den Baskets Lüdenscheid.
Während der Saison 2011/12 nahm er als Mitglied der JBBL-Mannschaft von Phoenix Hagen erstmals am Spielbetrieb der U16-Bundesliga teil.
In der Saison 2013/14 spielte er in der Lüdenscheider Herrenmannschaft (2. Regionalliga) und agierte parallel dazu in der U19-Bundesliga-Mannschaft von Phoenix Hagen. Seine Trainer in Lüdenscheid waren sein Vater Amir Hujic und Vid Zarkovic. Im Laufe dieser Spielzeit, im Januar 2014, wechselte er zur BG DEK/Fichte Hagen in die 1. Regionalliga. Auch die anschließende Saison bestritt er in Hagen und kam weiterhin für Phoenix Hagen in der Nachwuchs-Basketball-Bundesliga (NBBL) zum Einsatz. Im Januar 2015 lief Hujic beim Allstar-Spiel der NBBL auf, gewann die Partie mit der Nord-Auswahl und wurde im Anschluss zum besten Spieler der Begegnung gekürt. Mit der U19-Mannschaft von Phoenix Hagen schaffte er 2015 den Sprung unter die besten vier Mannschaften Deutschlands. Zum dritten Mal in vier Jahren verlor man das Halbfinale, diesmal wieder wie 2012 in eigener Halle, aber erst nach zwei Verlängerungen gegen den Nachwuchs von Eintracht Frankfurt. Hujic wurde im Anschluss als wertvollster Spieler der Saison 2014/15 und somit als bester Akteur der Liga ausgezeichnet.
Im Mai 2015 unterschrieb Hujic einen Dreijahresvertrag beim Zweitligisten Nürnberger BC. Neben Einsätzen in der 2. Bundesliga ProA sammelte er während der Saison 2015/16 auch Spielpraxis in der Nürnberger NBBL-Mannschaft sowie dank einer Doppellizenz bei der TS Herzogenaurach in der 1. Regionalliga. Als damals 18-Jähriger lief er in insgesamt 19 Partien in der ProA 2015/16 auf und markierte 2,7 Zähler pro Spielrunde. Hujic verließ Nürnberg nach dem Ende der Saison 2015/16, nachdem der Verein in finanzielle Notlage geraten war. 
Anfang August 2016 vermeldete Drittligist Baskets Akademie Weser-Ems/Oldenburger TB seine Verpflichtung. In seiner Premieren-Saison erzielte er im Schnitt 15,2 Punkte pro Spiel für den OTB. In der ProB 2017/18 sanken seine Spielanteile geringfügig. Dies hatte zur Folge, dass sein Mittelwert in der Kategorie „Punkte pro Partie“ in der ProB zurückging (13,4 Zähler pro Begegnung). Seinen Einstand in der Basketball-Bundesliga im Hemd der EWE Baskets Oldenburg gab er im Oktober 2017 gegen die Oettinger Rockets, nachdem er für die Mannschaft bereits in der Vorsaison Kurzeinsätze im Europapokal bestritten hatte. Seine beste Punktausbeute für Oldenburg in der Bundesliga erreichte er im April 2018 gegen die BG Göttingen (acht Punkte). Er brachte es bis 2019 auf insgesamt 38 Bundesliga-Spiele, der endgültige Durchbruch in der Bundesliga blieb im allerdings verwehrt. Er war aber Leistungsträger in der Ausbildungsmannschaft der Niedersachsen in der 2. Bundesliga ProB.
Ende Juni 2019 wurde er vom Zweitligisten Rostock Seawolves unter Vertrag genommen. Bei den Hansestädtern erhielt Hujic im Schnitt mehr als 19 Minuten Spielzeit bei 7,4 Punkten pro Partie. Mit der Ankunft des neuen Cheftrainers Dirk Bauermann bei den Rostockern änderte sich für den früheren Jugendnationalspieler die Lage zum Negativen. Hujic kam nur noch gelegentlich zum Einsatz. Mit Beginn der COVID-19-Pandemie in Deutschland und dem damit verbundenen Abbruch der ProA-Spielrunde 2019/20 endete seine Zeit in Rostock.
im Mai 2020 wurde er beim Ligakonkurrenten Bayer Leverkusen als erster Neuzugang für die neue Saison vermeldet. Bereits im ersten Spiel gegen seinen ehemaligen Klub Phoenix Hagen markierte er 16 Punkte. Auch in den folgenden Partien war er immer mal wieder bester Korbschütze seiner Farben. Seinen stärksten Auftritt zeigte Hujic Ende Januar 2021 beim 99:98-Sieg über die Gladiators Trier, als er 28 Zähler erzielte und fünf Pässe verteilte, die Korberfolge nach sich zogen. Mit Leverkusen setzte er sich während der ProA-Saison 2020/21 im oberen Tabellendrittel fest und schloss die Saison auf dem fünften Tabellenplatz mit einer Bilanz von 18 Siegen und zehn Niederlagen ab. Mit Durchschnittswerten von 16,0 Punkten und 4,2 Assists pro Spielrunde gehörte Hujic zu den besten deutschen Spielern der Liga. In den anschließenden Playoffs war der gebürtige Lüdenscheider nicht ganz so treffsicher wie in der Hauptrunde (12,2 Zähler pro Partie), mit 6,2 Korbvorlagen pro Begegnung setzte er seine Mannschaftskameraden allerdings stark in Szene. Überraschend entschieden die Bayer Giants Leverkusen die Gruppe 1 in den Playoffs für sich und zogen so in die Meisterschaftsendspiele gegen die MLP Academics Heidelberg ein. Gegen die Universitätsstädter unterlagen die Rheinländer nach Hin- und Rückspiel und wurden Vizemeister der ProA. Im Juni 2021 wurde Hujic von der Liga zum Spieler des Jahres (Most Valuable Player) gekürt.
Anfang Juni 2021 wurde Hujic vom Bundesligisten BG Göttingen unter Vertrag genommen. Von Beginn an lief es für den Guard bei den Niedersachsen nicht wie gewünscht. Hujic wies mäßige Wurfquoten auf, Trainer Roel Moors setzte vermehrt auf ausländische Spieler, die statistisch gesehen besser als Hujic aufspielten. Erst am vorletzten Spieltag gelang es ihm, mehr als zehn Punkte in einem Spiel zu erzielen: Gegen die Gießen 46ers (87:90) markierte er zwölf Punkte und traf vier seiner insgesamt acht Wurfversuche von außerhalb der Dreipunktelinie. Die BG Göttingen verpasste mit einer Bilanz von 16 Siegen und 18 Niederlagen als Tabellenzehnter knapp die Playoffs 2022 in der Basketball-Bundesliga. Hujic stand in insgesamt 25 Bundesliga-Saisonspielen im Durchschnitt neun Minuten auf dem Parkett und markierte im Schnitt 2,7 Punkte je Begegnung. Sein Vertrag lief nach der Saison 2021/22 aus.
Im Mai 2022 gab sein früherer Klub, die Bayer Giants Leverkusen, die erneute Verpflichtung von Hujic bekannt. Er unterschrieb einen Vertrag bis 2025 bei den Rheinländern. Wie bereits in der Saison 2020/21 erhielt Hujic in Leverkusen die Rückennummer 10. Er verließ Leverkusen nach dem Zweitligaabstieg 2023 und schloss sich den Gladiators Trier an, blieb somit in der 2. Bundesliga ProA. Wegen einer schweren Knieverletzung musste Hujic schon vor dem Saisonbeginn operiert werden, seine Ausfallzeit wurde auf fünf bis sechs Monate geschätzt. Hujic bestritt letztlich kein Wettkampfspiel in der Saison 2024/25.
Ende Juli 2025 gab Zweitligaaufsteiger RheinStars Köln die Verpflichtung von Hujic bekannt.

## Nationalmannschaft
Im Jahr 2013 absolvierte Hujic erste Länderspiele mit der U16-Nationalmannschaft und gehörte 2014 und 2015 zum Aufgebot der U18-Auswahl des Deutschen Basketball Bundes. 2017 wurde er in den Kader der U20-Nationalmannschaft berufen. Bei der U20-Europameisterschaft im Sommer 2017 erreichte er mit der deutschen Mannschaft den siebten Gesamtrang und erzielte im Schnitt 7,3 Punkte je Begegnung. Im Mai 2018 wurde Hujic ins Aufgebot der A2-Nationalmannschaft bestellt. Im Juli 2019 nahm er mit der A2 an der Sommeruniversiade in Neapel teil und schloss das Turnier auf dem fünften Rang ab. Im Juni 2021 wurde er in die A-Nationalmannschaft berufen, wo er an einer Art Sichtung des DBB unter Bundestrainer Henrik Rödl teilnahm.

## Erfolge
- ProA-Vizemeister 2020/21
- Wertvollster Spieler der ProA-Saison (MVP) 2020/21
- Wertvollster Spieler der NBBL-Saison (MVP) 2014/15